# Элиа, Мариос (1979)
Мариос Элиа (греч. Μάριος Ηλία; 14 апреля 1979, Никосия, Кипр) — кипрский футболист, защитник. Выступал за сборную Кипра.

## Биография

### Клубная карьера
Воспитанник клуба АПОЭЛ, в котором провёл практически всю профессиональную карьеру, за исключением сезона 2000/01 и второй части сезона 2007/08, которые он отыграл в аренде в клубах «Докса» (Катокопиас) и «Этникос» (Ахна) соответственно. На взрослом уровне выступает начиная с сезона 1998/99, в том же сезоне выиграл с АПОЭЛ Кубка Кипра. В сезоне 2001/02 выиграл с командой своё первое чемпионство. В составе клуба дважды играл на групповой стадии Лиги чемпионов в сезонах 2009/2010 (сыграл 4 матча) и 2011/2012 (сыграл 1 матч), когда АПОЭЛ неожиданно дошёл до 1/4 финала. В последние годы карьеры Элиа практически перестал выходить на поле. Завершил карьеру в 2014 году.
В сезоне 2015/16 работал ассистентом тренера в «Олимпиакосе» (Никосия).

### Карьера в сборной
Дебютировал за сборную Кипра 7 июня 2003 года, отыграв весь матч против сборной Мальты в рамках отборочного турнира чемпионата Европы 2004. С тех пор регулярно вызывался в сборную и выступал за неё вплоть до 2011 года. Всего сыграл 51 матч и забил 2 гола.

## Достижения
АПОЭЛ
- Чемпион Кипра (7): 2001/02, 2003/04, 2006/07, 2008/09, 2010/11, 2012/13, 2013/14
- Обладатель Кубка Кипра (4): 1998/99, 2005/06, 2007/08, 2013/2014
- Обладатель Суперкубка Кипра (?)